# Run For Your Lives World Tour
Run For Your Lives World Tour es una gira de conciertos de la banda británica de heavy metal Iron Maiden. Inició el 27 de mayo de 2025 en Budapest, Hungría y está previsto que concluya en 2026.

## Generalidades
El 19 de septiembre de 2024, la banda anunció la gira Run For Your Lives World Tour en celebración del aniversario número cincuenta de su formación en 1975. Se confirmó también que haría énfasis en los nueve primeros álbumes de estudio de la agrupación.
Es la primera gira del grupo desde 1982 que no incluye al baterista Nicko McBrain, debido a su retiro de los escenarios en 2024 por problemas de salud. Simon Dawson, quien toca la batería en la banda British Lion junto con Steve Harris, fundador de Iron Maiden, reemplazó a McBrain en la gira.

## Fechas
| Fecha (2025) | Ciudad        | País            | Escenario                         | Teloneros               |
| ------------ | ------------- | --------------- | --------------------------------- | ----------------------- |
| 27 de mayo   | Budapest      | Hungría         | László Papp Budapest Sports Arena | Halestorm               |
| 28 de mayo   | Budapest      | Hungría         | László Papp Budapest Sports Arena | Halestorm               |
| 31 de mayo   | Praga         | República Checa | Letňany                           | Halestorm               |
| 1 de junio   | Bratislava    | Eslovaquia      | Tipos Aréna                       | Halestorm               |
| 5 de junio   | Trondheim     | Noruega         | Dahls Arena                       | Festival                |
| 7 de junio   | Stavanger     | Noruega         | SR-Bank Arena                     | Halestorm               |
| 9 de junio   | Copenhague    | Dinamarca       | Royal Arena                       | Halestorm               |
| 12 de junio  | Estocolmo     | Suecia          | 3Arena                            | Halestorm               |
| 13 de junio  | Estocolmo     | Suecia          | 3Arena                            | Halestorm               |
| 16 de junio  | Helsinki      | Finlandia       | Olympic Stadium                   | Halestorm               |
| 19 de junio  | Dessel        | Bélgica         | Festivalpark Stenehei             | Festival                |
| 21 de junio  | Birmingham    | Reino Unido     | Utilita Arena                     | The Raven Age           |
| 22 de junio  | Mánchester    | Reino Unido     | Co-op Live                        | The Raven Age           |
| 25 de junio  | Dublín        | Irlanda         | Malahide Castle                   | Halestorm The Raven Age |
| 28 de junio  | Londres       | Reino Unido     | London Stadium                    | Halestorm The Raven Age |
| 30 de junio  | Glasgow       | Reino Unido     | OVO Hydro                         | The Raven Age           |
| 3 de julio   | Belfort       | Francia         | Presqu'ile du Malsaucy            | Festival                |
| 5 de julio   | Madrid        | España          | Cívitas Metropolitano             | Avatar                  |
| 6 de julio   | Lisboa        | Portugal        | MEO Arena                         | Avatar                  |
| 9 de julio   | Zúrich        | Suiza           | Hallenstadion                     | Avatar                  |
| 11 de julio  | Gelsenkirchen | Alemania        | Veltins-Arena                     | Avatar                  |
| 13 de julio  | Padua         | Italia          | Stadio Euganeo                    | Avatar                  |
| 15 de julio  | Bremen        | Alemania        | Bürgerweide                       | Avatar                  |
| 17 de julio  | Viena         | Austria         | Ernst-Happel-Stadion              | Avatar                  |
| 19 de julio  | París         | Francia         | Paris La Défense Arena            | Avatar                  |
| 20 de juio   | París         | Francia         | Paris La Défense Arena            | Avatar                  |
| 23 de julio  | Arnhem        | Países Bajos    | GelreDome                         | Avatar                  |
| 25 de julio  | Frankfurt     | Alemania        | Deutsche Bank Park                | Avatar                  |
| 26 de julio  | Stuttgart     | Alemania        | Cannstatter Wasen                 | Avatar                  |
| 29 de julio  | Berlín        | Alemania        | Waldbühne                         | Avatar                  |
| 30 de julio  | Berlín        | Alemania        | Waldbühne                         | Avatar                  |
| 2 de agosto  | Varsovia      | Polonia         | PGE Narodowy                      | Avatar                  |